# Комана (місто)
Комана (грец. τὰ Κόμανα τῆς Καππαδοκίας) — стародавнє місто у Каппадокії.